# Riedbruch
Koordinaten: 49° 42′ 50″ N, 7° 5′ 51″ O
Das Naturschutzgebiet Riedbruch liegt im Landkreis Birkenfeld in Rheinland-Pfalz und ist Teil des Nationalparks Hunsrück-Hochwald. Das etwa 93 ha große Gebiet, das im Jahr 1987 unter Naturschutz gestellt wurde, erstreckt sich nördlich des Weilers Thranenweier in der Ortsgemeinde Börfink. Unweit östlich verläuft die Kreisstraße 49 und fließt der Thranenbach. Nördlich verläuft die Landesstraße 164 und östlich die B 269. Schutzzweck ist die Erhaltung des Feuchtgebietes mit seinen Wasser- und Moorflächen sowie als Lebensraum bestandsbedrohter Pflanzenarten sowie Pflanzengesellschaften.

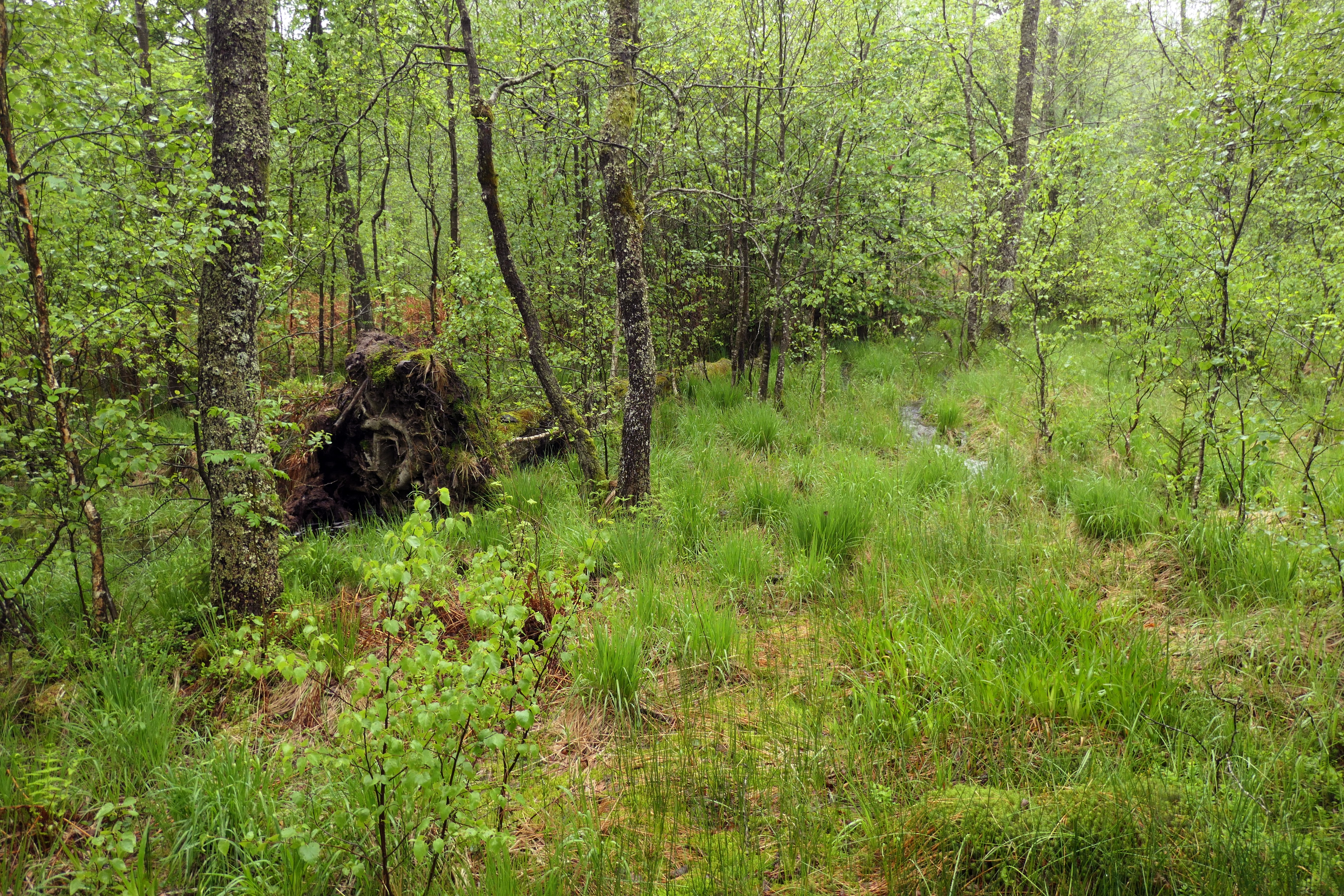
Naturschutzgebiet Riedbruch, Moorwald (2024)
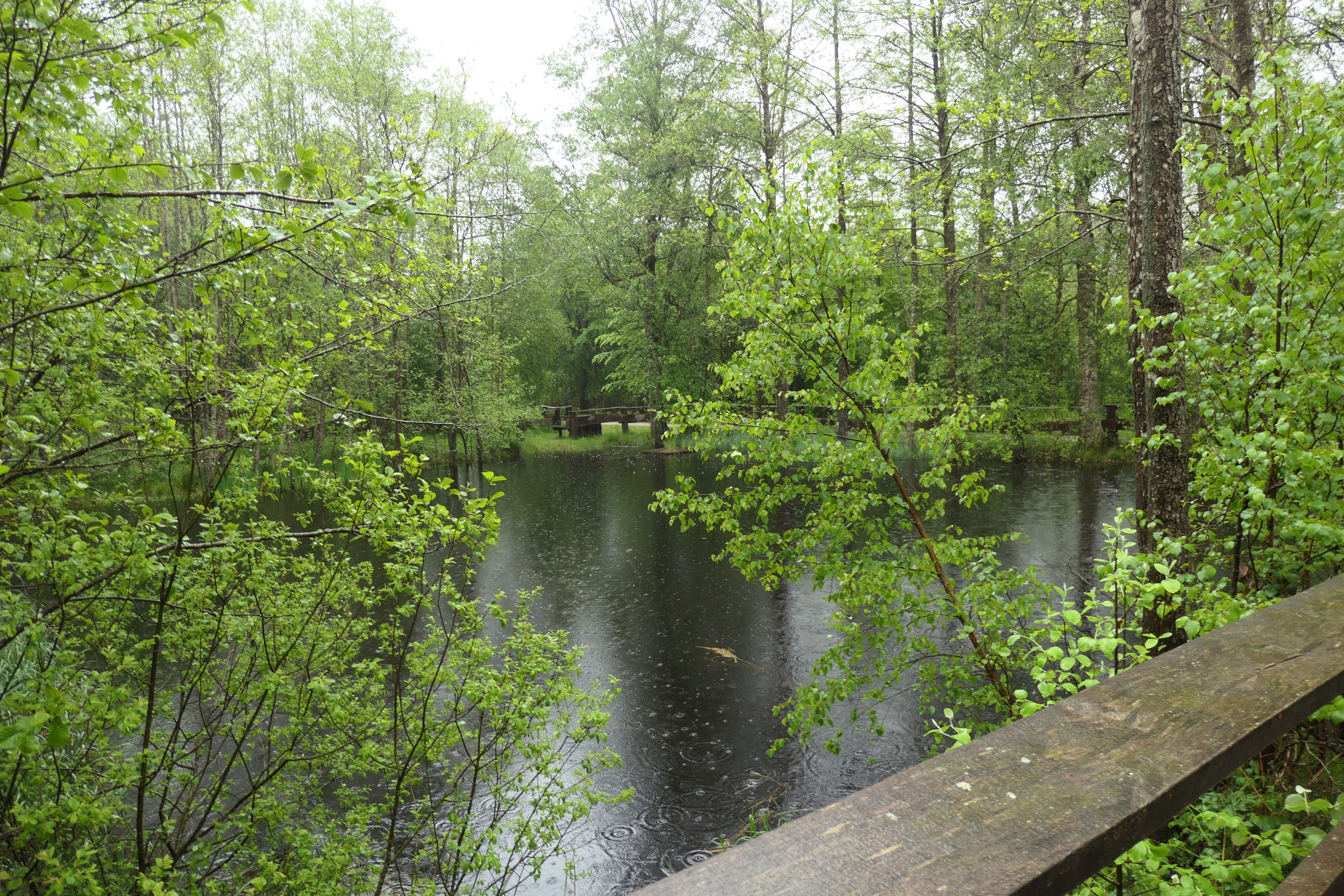
Teich im Naturschutzgebiet (2024)
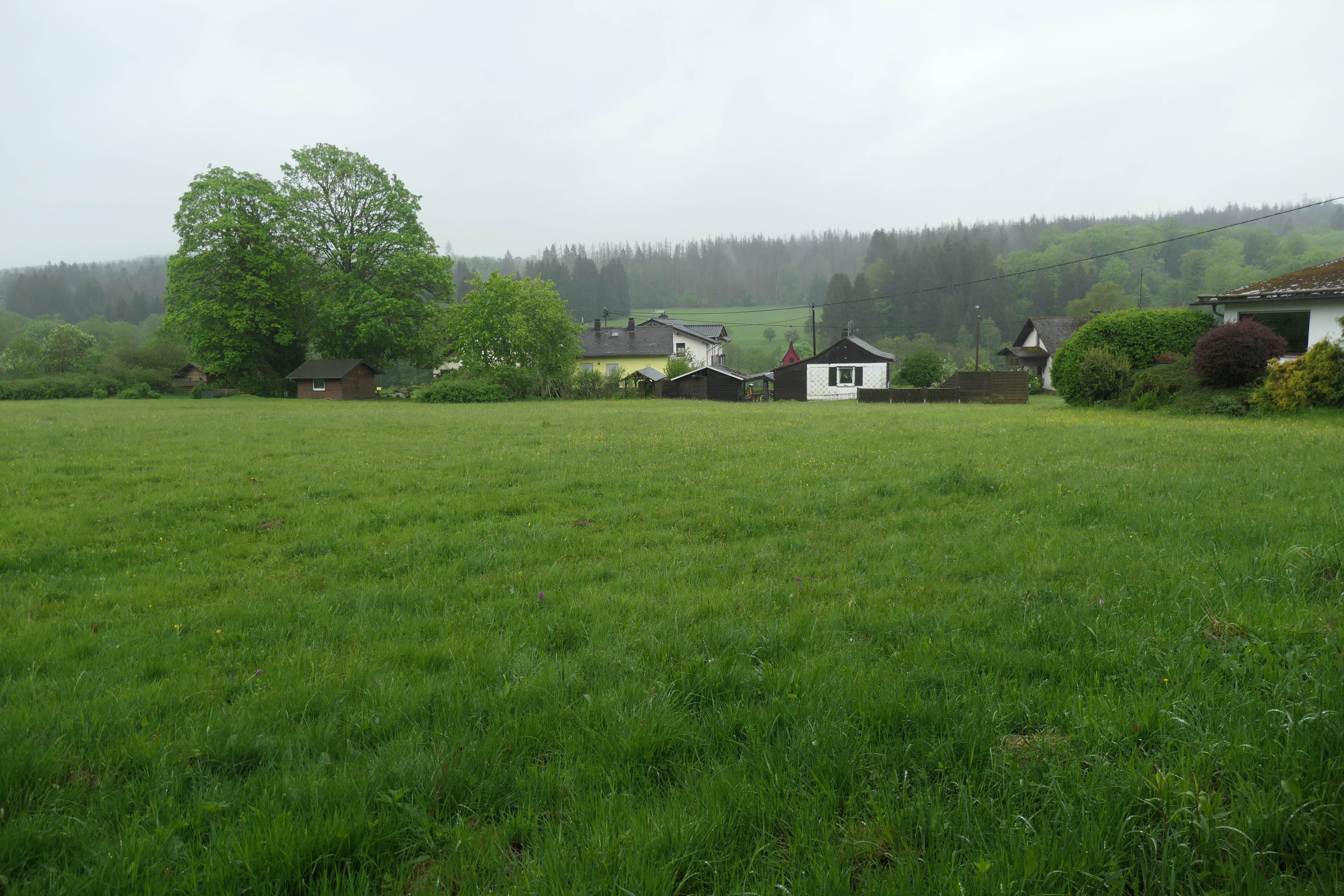
Borstgraswiese beim Weiler Thranenweier (2024)
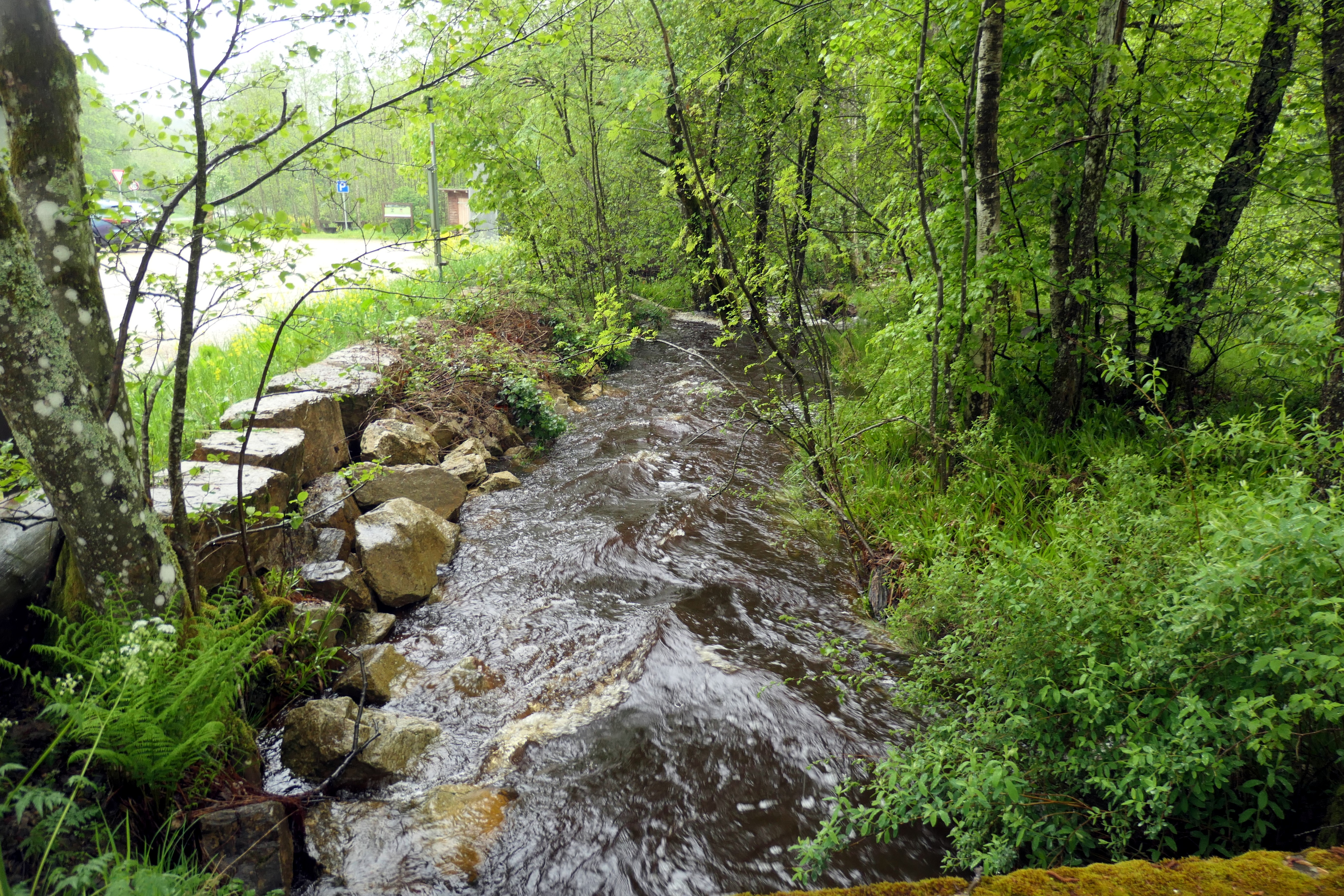
Thranenbach (2024)